# Gustav Glück (Bankier)

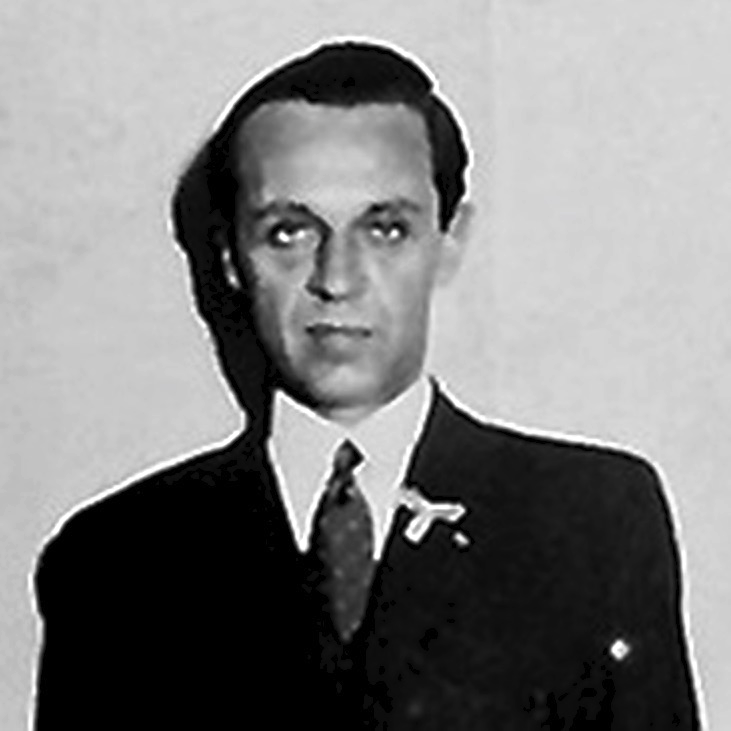
Gustav Glück, um 1935

Gustav Glück (geboren am 6. März 1902 in Wien, Österreich-Ungarn, gestorben am 18. Mai 1973 ebenda) war ein österreichischer Finanzexperte, Bankier, Kunstexperte, Kulturförderer und Autor.

## Familie
Er war das zweite von drei Kindern und zweitgeborener Sohn des österreichischen Kunsthistorikers und Museumsdirektors Gustav Glück und dessen Ehefrau Else (1877–1965), geborene Schönthan Edle von Pernwaldt. Sein älterer Bruder war der Literatur- und Kunsthistoriker Franz Glück, seine jüngere Schwester Elisabeth „Lisl“ Glück (1908–1993) heiratete zunächst den Schauspieler Anton Edthofer, später den Schauspieler Paul Henreid. Sein Großvater mütterlicherseits war der Schriftsteller Franz von Schönthan, eine seiner Tanten Doris von Schönthan.
1926 heiratete er Erika Susanna Landsberg (geboren am 4. April 1906 in Nürnberg, Mittelfranken, Königreich Bayern; gestorben am 22. September 1979 in Wald bei Zürich, Schweiz). Die kinderlose Ehe wurde 1931 geschieden. Erika S. Landsberg war eine Tochter des promovierten Chemikers und Fabrikanten Ludwig Landsberg (geboren 1879 in Offenbach am Main; gestorben am 17. März 1923) und dessen Ehefrau Anna (geboren am 29. September 1871), geborene Loeb. Ihr biologischer Vater war jedoch der Theaterschauspieler, Sänger und Filmregisseur Hans Steinhoff. Erika S. Landsberg, ehemalige Schülerin der Freien Schulgemeinde in Wickersdorf im Thüringer Wald und des Töchterpensionats Wieler in Konstanz am Bodensee, war u. a. mit Walter Benjamin, Babette Gross und Willi Münzenberg, Fritz Hochwälder, Albert Norden, Gustav Wyneken und Elsie Leitz sowie Anna Sara Reiner befreundet.
In zweiter Ehe war Gustav Glück mit der Dipl.-Ing Elisabeth Mathilde, geborene Porges, verheiratet, die in Wien als Architektin arbeitete und mit der er wegen ihrer jüdischen Abstammung 1938 nach Buenos Aires flüchten musste. Beide kamen 1945 mit einer zweijährigen Tochter, Cora Pongracz, nach Wien zurück.

## Wirken
Gustav Glück soll in seiner Jugend Mitglied der Kommunistischen Partei gewesen sein; statt der KPÖ wird die KPD angegeben. Er übersiedelte Anfang der 1920er Jahre in die Vereinigten Staaten, wo er sich zunächst mit Gelegenheitsarbeiten durchschlug, bis er eine Banklehre absolvieren konnte. Nach seiner Rückkehr nach Deutschland heiratete er Erika Susanne Landsberg. Ab 1928 wirkte er als Direktor der Auslandsabteilung der Reichs-Kredit-Gesellschaft A.-G. (RKG) in Berlin.
In der Reichshauptstadt verkehrte er in politisch links orientierten intellektuellen Künstlerkreisen und war u. a. mit Walter Benjamin und Bertolt Brecht befreundet.
Von 1934 bis 1938 wirkte Gustav Glück als Leiter der für Europa zuständigen Vertretung der New Yorker Chemical Bank mit Sitz in London. Im Gefolge der Okkupation Österreichs durch die deutsche Wehrmacht im März 1938 wechselte er vom Vereinigten Königreich nach Argentinien zum Bankhaus Roberts, Meynell & Co in Buenos Aires.
In Südamerika, u. a. in Montevideo, wurde er zum Mitbegründer des Comité Central Austríaco de America Latina, eines Zusammenschlusses bürgerlicher und kommunistischer österreichischer Emigranten, als dessen (General-)Sekretär er in der Folge wirkte. Zudem war er maßgeblich an der Bildung der Freien österreichischen Bewegungen in Südamerika sowie an deren Beitritt zum Free Austrian World Movement in London beteiligt.
Glück war Mitherausgeber der limitierten und nummerierten Broschur Brecht – Studien im Auftrage von Freunden des Dichters, die in einer Auflage von 100 nummerierten Exemplaren 1945 in Buenos Aires erschien.
Anlässlich der Befreiung Wiens durch sowjetische Truppen entstand Mitte April 1945 in Buenos Aires ein Gruppenfoto, auf dem Gustav Glück abgebildet ist. 1946 kehrte Glück ins Vereinigte Königreich zurück, von wo aus er 1947 in seine Geburtsstadt Wien umsiedelte. Dort wirkte er rund ein Jahrzehnt bis 1958 als Direktor der Österreichischen Länderbank. Im Anschluss wurde er zum Vorstandsmitglied der Dresdner Bank in Frankfurt am Main berufen, bei der er ein weiteres Jahrzehnt bis 1968 wirkte. Danach soll er noch einige Jahre in Wien tätig gewesen sein.
Er verstarb im Alter von 71 Jahren. Ein Teil seines Nachlasses ist bei der Österreichischen Nationalbibliothek archiviert, einige Handschriften werden im Deutschen Literaturarchiv Marbach verwahrt. Glück war Experte für Flämische Landschaftsmalerei, vorwiegend beschäftigte er sich mit dem Werk Pieter Bruegels.

## Veröffentlichungen
- Vorwort zu: Adolf Walter Freund (1899–1983): Was wird aus Österreich? Verlag des Österreichischen Komitees, Buenos Aires 1945, OCLC 1185491175.
- als Mitherausg.: Brecht – Studien im Auftrage von Freunden des Dichters, Buenos Aires 1945, OCLC 41968051.